# Live Cannibalism
Live Cannibalism es el primer álbum en directo de la banda de death metal Cannibal Corpse, lanzado en septiembre de 2000 y distribuido por la compañía Metal Blade Records, después de un proceso de grabación durante los conciertos en el Teatro de Emmerson Indianápolis, Indiana, y en The Rave en Milwaukee, Wisconsin.

## Lista de canciones
| N.º   | Título                                                | Música                                          | Duración |  |
| 1.    | «Staring Through the Eyes of the Dead» (The Bleeding) | Chris Barnes, Jack Owen, Alex Webster           | 4:13     |  |
| 2.    | «Blowtorch Slaughter» (Bloodthirst)                   | Webster, Paul Mazurkiewicz                      | 2:37     |  |
| 3.    | «Stripped, Raped and Strangled» (The Bleeding)        | Barnes, Rob Barrett, Owen, Webster              | 3:38     |  |
| 4.    | «I Cum Blood» (Tomb of the Mutilated)                 | Barnes, Owen, Bob Rusay, Webster, Mazurkiewicz) | 4:12     |  |
| 5.    | «Covered with Sores» (Butchered at Birth)             | Barnes, Owen, Rusay, Webster, Mazurkiewicz      | 3:43     |  |
| 6.    | «Fucked with a Knife» (The Bleeding)                  | Barnes, Webster                                 | 2:26     |  |
| 7.    | «Unleashing the Bloodthirsty» (Bloodthirst)           | Webster                                         | 4:12     |  |
| 8.    | «Dead Human Collection» (Bloodthirst)                 | Pat O'Brien, Mazurkiewicz                       | 2:39     |  |
| 9.    | «Gallery of Suicide» (Gallery of Suicide)             | Webster, Mazurkiewicz                           | 4:11     |  |
| 10.   | «Meat Hook Sodomy» (Butchered at Birth)               | Barnes, Owen Rusay, Webster, Mazurkiewicz       | 5:10     |  |
| 11.   | «Perverse Suffering» (Vile)                           | Owen, Mazurkiewicz                              | 4:20     |  |
| 12.   | «The Spine Splitter» (Bloodthirst)                    | Owen, Mazurkiewicz                              | 3:31     |  |
| 13.   | «Gutted» (Butchered at Birth)                         | Barnes, Owen, Rusay, Webster, Mazurkiewicz      | 3:26     |  |
| 14.   | «I Will Kill You» (Gallery of Suicide)                | Webster                                         | 2:47     |  |
| 15.   | «Devoured by Vermin» (Vile)                           | Barrett, Webster                                | 3:38     |  |
| 16.   | «Disposal of the Body» (Gallery of Suicide)           | George Corpsegrinder Fisher, Webster            | 3:41     |  |
| 17.   | «A Skull Full of Maggots» (Eaten Back to Life)        | Barnes, Owen, Rusay, Webster, Mazurkiewicz      | 2:32     |  |
| 18.   | «Hammer Smashed Face» (Tomb of the Mutilated)         | Barnes, Owen, Rusay, Webster, Mazurkiewicz      | 4:45     |  |
| 19.   | «Sacrifice» (bonus track, versión de Sacrifice)       |                                                 | 3:03     |  |
| 20.   | «Confessions» (bonus track, versionando a Possessed)  |                                                 | 2:56     |  |
| 65:53 |                                                       |                                                 |          |  |

## Miembros
- George Fisher - voz
- Alex Webster – bajo
- Jack Owen - guitarra
- Pat O'Brien - guitarra
- Paul Mazurkiewicz – batería